# فرقة التدخل البشري
فرقة التدخل البشري كان فريق عمل التدخل البشري عبارة عن فريق من المهندسين وعلماء الأنثروبولوجيا والفيزياء النووية وعلماء السلوك وغيرهم اجتمعوا نيابة عن وزارة الطاقة الأمريكية وشركة بكتل لإيجاد طريقة لتقليل احتمالية تدخل البشر في المستقبل عن غير قصد في عزل النفايات المشعة.

## نبذة
كان على فرقة العمل البحث في استخدام رسائل التحذير طويلة الأمد لمنع الوصول المستقبلي إلى مشروع المستودع النووي الجيولوجي العميق المخطط له، لمستودع جبل يوكا للنفايات النووية يوكا.

## المشكلة
عندما يتم تفجير القنابل الذرية في الحرب، أو استخدام محطات الطاقة النووية في أوقات السلم، يتم إنتاج كمية عالية بشكل غير طبيعي من النفايات المشعة. ستهدد هذه المواد حياة الإنسان وصحته لآلاف السنين. وبالتالي تتطلب التقنية النووية إنشاء وسيلة آمنة للتخزين النهائي لمثل هذه المواد لفترة زمنية طويلة بشكل غير عادي.
ومع ذلك لا توجد طريقة متاحة لتوفير المعرفة اللازمة باستمرار حول موقع النفايات النووية على مدى آلاف السنين. تصبح ثقافة القرون السابقة غير مفهومة عندما لا تتم ترجمتها إلى لغات جديدة كل بضعة أجيال.

## المتطلبات
يجب نقل ثلاثة أجزاء من أي اتصال حول النفايات النووية إلى الأجيال القادمة:
- أنها رسالة إلى الجميع.
- يتم تخزين تلك المواد الخطرة في مكان معين.[8]
- معلومات عن نوع المواد الخطرة.

## روابط خارجية
- Spiegelfeuer (دير شبيغل)
- TU Cottbus - Wissen für die Zukunft (PDF, 527 kB)
- Pandora's Box: How and Why to Communicate 10,000 Years into the Future (Th. A. Sebeok)
- The Trouble with Pictures, first chapter from John Mans "Alpha Beta" (pdf, 105 kB)
- Human Interference Task Force Reducing the Likelihood of Future Human Activities That Could Affect Geologic High-level Waste Repositories. Technical Report, Office of Nuclear Waste Isolation, 1984.
- excerpt from "Deep Time"  by غريغوري بنفورد
- Signs of Danger: Waste, Trauma and Nuclear Threat (Peter C. van Wyck)
- "Ten Thousand Years", by Roman Mars, 99% Invisible
- Sebastian Musch: The Atomic Priesthood and Nuclear Waste Management - Religion, Sci-fi Literature and the End of our Civilization